# Селин, Николай Прокопьевич
Николай Прокопьевич Селин — советский хозяйственный, государственный и политический деятель.

## Биография
Родился в 1929 году. Член КПСС с 1954 года.
С 1950 года — на хозяйственной, общественной и политической работе.
До 1957 гг. — ответственный работник рыбного хозяйства в Астраханской области.
- В 1957—1963 гг. — начальник отдела рыбного хозяйства Астраханского совнархоза.[2]
- В 1963—1974 гг. — первый секретарь Астраханского горкома КПСС.[2]
- В 1974—1983 гг. — второй секретарь Астраханского обкома КПСС.[3][4]

C 1983 гг. — на советской и партийной работе в Астраханской области.
Делегат XXIII, XXIV и XXVI съездов КПСС.
Жил в Астрахани.

## Награды
- Орден Трудового Красного Знамени (1966, 25.08.1971, 10.03.1981)